# أندرياس أرنتزن
أندرياس أرنتزن (بالنرويجية البوكمول: Andreas Arntzen)‏ هو محامي نرويجي، ولد في 1 يونيو 1928، وتوفي في 21 مايو 2012.